# Community Shield 2017
La Community Shield 2017 fue la XCIV edición de la Community Shield. La disputaron el Chelsea como ganador de la Premier League 2016-17 y el Arsenal como campeón de la FA Cup 2016-17 el 6 de agosto de 2017. 

## Equipos participantes
| Chelsea |  | Bandera de Gran Londres |  | Campeón de la Premier League (2016-17) |
| Arsenal |  | Bandera de Gran Londres |  | Campeón de la FA Cup (2016-17)         |

## Partido
| 13         | POR        | Thibaut Courtois  |     |
| 3          | DEF        | Marcos Alonso     | 79' |
| 24         | DEF        | Gary Cahill       |     |
| 28         | DEF        | César Azpilicueta |     |
| 30         | DEF        | David Luiz        |     |
| 4          | MED        | Cesc Fàbregas     |     |
| 7          | MED        | N'Golo Kanté      |     |
| 15         | MED        | Victor Moses      |     |
| 22         | MED        | Willian           | 82' |
| 11         | DEL        | Pedro             |     |
| 23         | DEL        | Michy Batshuayi   | 74' |
| Entrenador | Entrenador | Antonio Conte     |     |

| 33         | POR        | Petr Čech               |     |
| 4          | DEF        | Per Mertesacker         | 32' |
| 16         | DEF        | Rob Holding             |     |
| 18         | DEF        | Nacho Monreal           |     |
| 24         | DEF        | Héctor Bellerín         |     |
| 15         | MED        | Alex Oxlade-Chamberlain |     |
| 17         | MED        | Alex Iwobi              | 67' |
| 29         | MED        | Granit Xhaka            |     |
| 35         | MED        | Mohamed Elneny          |     |
| 9          | DEL        | Alexandre Lacazette     | 66' |
| 23         | DEL        | Danny Welbeck           | 87' |
| Entrenador | Entrenador | Arsène Wenger           |     |

| 9  | DEL | Álvaro Morata   | 74' |
| 2  | DEF | Antonio Rüdiger | 79' |
| 17 | DEL | Charly Musonda  | 82' |

| 31 | DEF | Sead Kolašinac | 33' |
| 12 | DEL | Olivier Giroud | 66' |
| 14 | DEL | Theo Walcott   | 67' |
| 61 | DEL | Reiss Nelson   | 87' |

| Anotado | 46' | Victor Moses | 1–0 |

| Anotado | 82' | Sead Kolasinac | 1–1 |

| Amonestado | 13' | César Azpilicueta |
| Amonestado | 35' | Marcos Alonso     |
| Amonestado | 37' | Willian           |

| Amonestado | 16' | Héctor Bellerín |

| Expulsado | 80' | Pedro |

| Acierto de penal | Gary Cahill      |  |
| Fallo de penal   | Thibaut Courtois |  |
| Fallo de penal   | Álvaro Morata    |  |

| Acierto de penal | Theo Walcott            |  |
| Acierto de penal | Nacho Monreal           |  |
| Acierto de penal | Alex Oxlade-Chamberlain |  |
| Acierto de penal | Olivier Giroud          |  |

| Árbitro             | Bobby Madley          |
| Árbitros asistentes | Bandera de Inglaterra |
| Árbitros asistentes | Bandera de Inglaterra |
| Cuarto árbitro      | Bandera de Inglaterra |

| 13         | POR        | Thibaut Courtois  |     |
| 3          | DEF        | Marcos Alonso     | 79' |
| 24         | DEF        | Gary Cahill       |     |
| 28         | DEF        | César Azpilicueta |     |
| 30         | DEF        | David Luiz        |     |
| 4          | MED        | Cesc Fàbregas     |     |
| 7          | MED        | N'Golo Kanté      |     |
| 15         | MED        | Victor Moses      |     |
| 22         | MED        | Willian           | 82' |
| 11         | DEL        | Pedro             |     |
| 23         | DEL        | Michy Batshuayi   | 74' |
| Entrenador | Entrenador | Antonio Conte     |     |

| 33         | POR        | Petr Čech               |     |
| 4          | DEF        | Per Mertesacker         | 32' |
| 16         | DEF        | Rob Holding             |     |
| 18         | DEF        | Nacho Monreal           |     |
| 24         | DEF        | Héctor Bellerín         |     |
| 15         | MED        | Alex Oxlade-Chamberlain |     |
| 17         | MED        | Alex Iwobi              | 67' |
| 29         | MED        | Granit Xhaka            |     |
| 35         | MED        | Mohamed Elneny          |     |
| 9          | DEL        | Alexandre Lacazette     | 66' |
| 23         | DEL        | Danny Welbeck           | 87' |
| Entrenador | Entrenador | Arsène Wenger           |     |

| 9  | DEL | Álvaro Morata   | 74' |
| 2  | DEF | Antonio Rüdiger | 79' |
| 17 | DEL | Charly Musonda  | 82' |

| 31 | DEF | Sead Kolašinac | 33' |
| 12 | DEL | Olivier Giroud | 66' |
| 14 | DEL | Theo Walcott   | 67' |
| 61 | DEL | Reiss Nelson   | 87' |

| Anotado | 46' | Victor Moses | 1–0 |

| Anotado | 82' | Sead Kolasinac | 1–1 |

| Amonestado | 13' | César Azpilicueta |
| Amonestado | 35' | Marcos Alonso     |
| Amonestado | 37' | Willian           |

| Amonestado | 16' | Héctor Bellerín |

| Expulsado | 80' | Pedro |

| Acierto de penal | Gary Cahill      |  |
| Fallo de penal   | Thibaut Courtois |  |
| Fallo de penal   | Álvaro Morata    |  |

| Acierto de penal | Theo Walcott            |  |
| Acierto de penal | Nacho Monreal           |  |
| Acierto de penal | Alex Oxlade-Chamberlain |  |
| Acierto de penal | Olivier Giroud          |  |

| Árbitro             | Bobby Madley          |
| Árbitros asistentes | Bandera de Inglaterra |
| Árbitros asistentes | Bandera de Inglaterra |
| Cuarto árbitro      | Bandera de Inglaterra |

| Campeón Community Shield 2017 |
| ----------------------------- |
| Arsenal 15° título            |

| Predecesor: Community Shield 2016 | Community Shield 2017 | Sucesor: Community Shield 2018 |

- Datos: Q30110459
- Multimedia: 2017 FA Community Shield / Q30110459